# Vocale muziek
Vocale muziek is muziek die in hoofdzaak is gecomponeerd om met de menselijke stem te worden uitgevoerd.
Instrumentale begeleiding is mogelijk. Vormen van vocale muziek zijn het lied, het motet, het madrigaal, de cantate, de opera, de operette. Bekende componisten voor vocale muziek zijn Schubert, Schumann, Bach. Ook religieuze muziek zoals missen van Mozart of Bach worden tot de vocale muziek gerekend. Daarnaast treft men in de hedendaagse vocale klassieke muziek ook jabbertalk of in de jazz scat aan.